# 桐城大关水碗
桐城水碗，也称大关水碗，又名大关水席，是安徽省桐城市的一道特色名菜，也是桐城最具代表性的菜肴。

## 概述
源自
清初孔城镇，后传至大关镇一带不断拓展，底蕴深厚。桐城水碗使用大关镇地下水。其主要有以下系列品种：
- 以牛、羊、猪、鸡、鸭等制成的“山系列”重头菜
- 以鱼、鳖、鳝、鳅、虾等制成的“海系列”当家菜
- 以竹笋、香菇、银耳、紫菜、黄花菜制成的“草系列”家常菜
- 以桂圆、红枣、莲子、荔枝、枸杞等制成的“药系列”滋补菜[2]。